# Enrico III, conte di Sayn
Enrico III il Grande (... – 1246) fu conte di Sayn (1202-1246), una contea situata vicino al fiume Sieg nel nord della Renania-Palatinato.

## Biografia
Nel suo primo anno di regno Enrico divise il potere con suo zio, il conte Enrico II, poiché quest'ultimo e il padre di Enrico III, Eberardo II, avevano governato insieme la contea.  
Nel 1233 il Grande Inquisitore tedesco, Corrado di Marburgo, accusò Enrico di partecipare a orge sataniche. Enrico si difese davanti a un'assemblea di vescovi convocata a Magonza e fu scagionato. Corrado non accettò il verdetto e dopo aver lasciato Magonza fu assalito e ucciso vicino Marburgo da un gruppo di cavalieri. Non si sa se agissero su ordine di Enrico. Nonostante lo stesso papa Gregorio IX avesse ordinato di trovare e punire gli assassini, la fama di crudeltà di Enrico fermò le indagini.
Enrico morì nel 1246. La contea passò nelle mani del conte Eberardo III di Sponheim Eberstein.